# Pardosa tenasserimensis
Pardosa tenasserimensis là một loài nhện trong họ Lycosidae.
Loài này thuộc chi Pardosa. Pardosa tenasserimensis được Tord Tamerlan Teodor Thorell miêu tả năm 1895.